# Return of the Samurai
 (mars 2020).
Si vous disposez d'ouvrages ou d'articles de référence ou si vous connaissez des sites web de qualité traitant du thème abordé ici, merci de compléter l'article en donnant les références utiles à sa vérifiabilité et en les liant à la section « Notes et références ».
Return of the Samurai est le cinquième album du groupe Taï Phong sorti en 2013.

## Titres
| 1.    | One Day              | 4:39 |
| 2.    | Carry Me             | 3:33 |
| 3.    | Davy                 | 3:25 |
| 4.    | Long Ago             | 4:29 |
| 5.    | Meggie               | 3:39 |
| 6.    | The Second Life      | 3:00 |
| 7.    | Sherry               | 3:51 |
| 8.    | Come to Me           | 5:05 |
| 9.    | Never Let Me Go Away | 3:28 |
| 10.   | Talk to Me           | 6:35 |
| 11.   | Reviens-moi          | 3:36 |
| 12.   | Eclipse              | 6:20 |
| 51:40 |                      |      |

## Personnel
- Khanh Maï : Guitare, chant
- Aïna Quach : Chant
- Davy Kim : Guitare
- Klod Rok : Basse
- Bastien Mcone : Claviers
- Jean-Phillipe Dupont : Claviers
- Romuald Cabardos : Batterie